# Rockwell B-1 Lancer
Rockwell B-1 Lancer là một loại máy bay ném bom hạng nặng siêu thanh có cánh cụp cánh xoè, được sử dụng bởi Không quân Hoa Kỳ. Nó thường được gọi là "Bone" (từ "B-One"). B-1 là một trong ba loại máy bay ném bom chiến lược phục vụ cho Không quân Hoa Kỳ, cùng với B-2 Spirit và B-52 Stratofortress, tính đến  năm 2022.
Phiên bản B-1A được phát triển vào đầu năm 1970, nó được dự kiến sẽ đạt vận tốc Mach 2 ở độ cao lớn, vì vậy phần vỏ của nó phải làm bằng hợp kim titan và do đó làm giá thành tăng lên tới 70 triệu đô la theo thời giá năm 1975 (tương đương gần 500 triệu đô la thời giá năm 2020). Mặt khác, hợp kim titan khi đó chỉ có duy nhất một nước chế tạo được là Liên Xô, cũng có nghĩa là Hoa Kỳ phải nhập khẩu nguyên liệu chế tạo từ Liên Xô, và nếu xảy ra chiến tranh giữa hai bên thì Mỹ sẽ không thể chế tạo tiếp B-1A. Do vậy, việc sản xuất hàng loạt B-1A đã bị hủy bỏ và chỉ có bốn nguyên mẫu được chế tạo. B-1 cũng là máy bay ném bom có khả năng mang nhiều vũ khí nhất trong tất cả các loại máy bay ném bom
Năm 1980, dự án B-1 lại được để ý đến do nó được phát hiện có khả năng đánh bom xâm nhập thấp chớp nhoáng. Do những khó khăn của việc chế tạo B-1A, các yêu cầu thiết kế đối với phiên bản B-1B đã được giảm xuống, vận tốc tối đa của B-1B chỉ đạt Mach 1,25.
B-1B đã được phê duyệt và bắt đầu phục vụ trong Không quân Hoa Kỳ vào năm 1986 như là một kiểu máy bay ném bom hạt nhân chiến lược tốc độ cao. Vào những năm 1990, nó đã được chuyển đổi sang sử dụng ném bom thông thường. B-1 được sử dụng trong chiến đấu lần đầu tiên năm 1998 trong Chiến dịch Cáo sa mạc. Nó tiếp tục hỗ trợ quân đội Mỹ và NATO ở Afghanistan và Iraq. Ra đa địa hình cho hình ảnh sai lệch cũng như không tương thích với hệ thống vũ khí mới. Máy bay được cho là có một số khả năng tàng hình, có nghĩa là nó là khó phát hiện bởi ra-đa, nhưng như Thompson nói: "Bất kỳ ra đa tốt nào cũng có thể theo dõi nó.".
Từ năm 1984 tới 2001, 10 chiếc B-1 đã bị phá hủy do tai nạn khiến 17 phi công thiệt mạng Từ 2002 tới 2019 có thêm 2 chiếc B-1 bị phá hủy do tai nạn. Tổng cộng 12 chiếc bị mất do tai nạn, chiếm 11,5% số máy bay B-1 được chế tạo.B-1 cũng là máy bay có thể so sánh về độ ngang ngửa với Tu-160 của Nga vì cả hai đều có thể mang vũ khí hạt nhân.

## Các thông số kỹ thuật (B-1B)

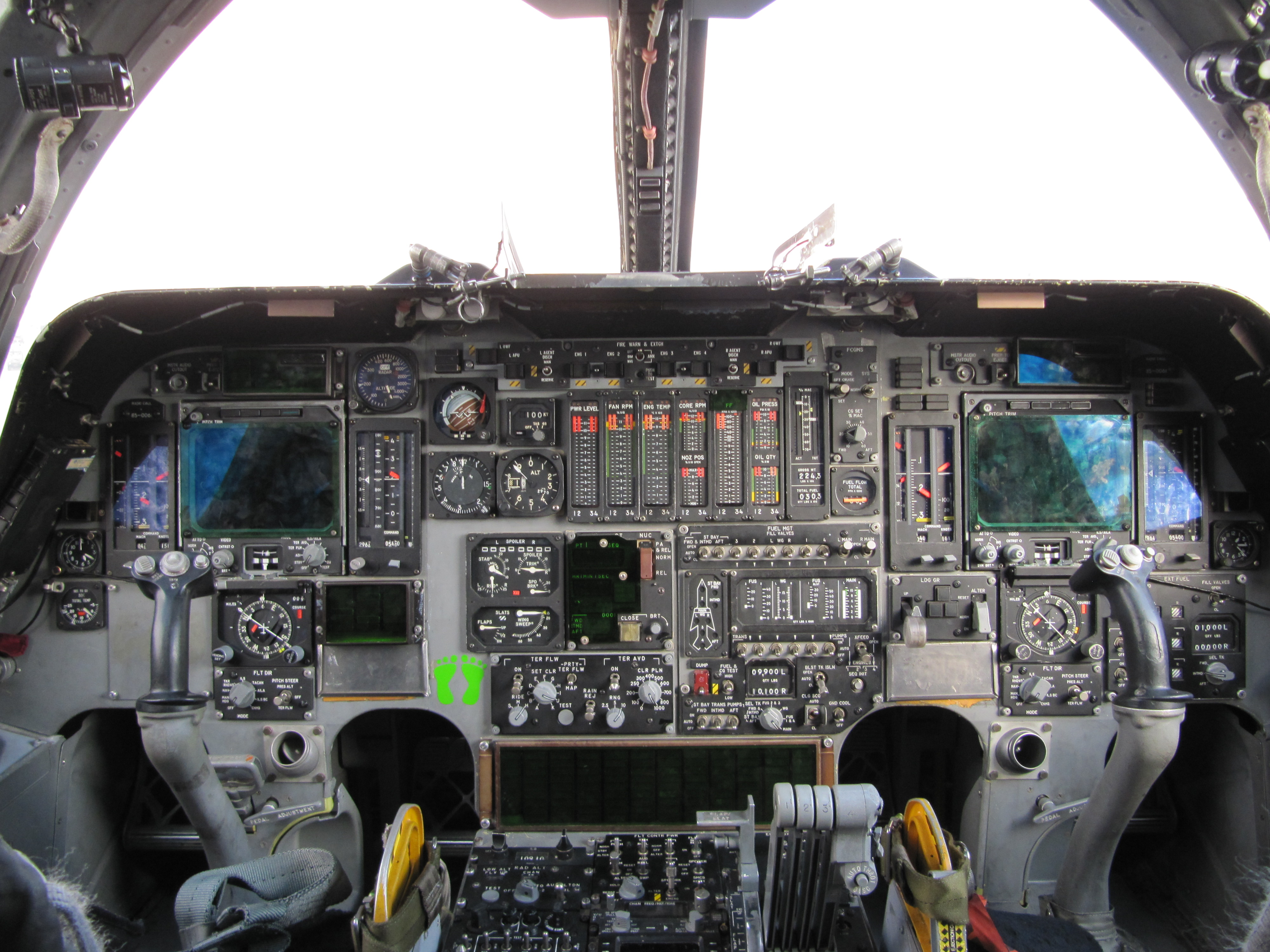
Buồng lái của B-1B

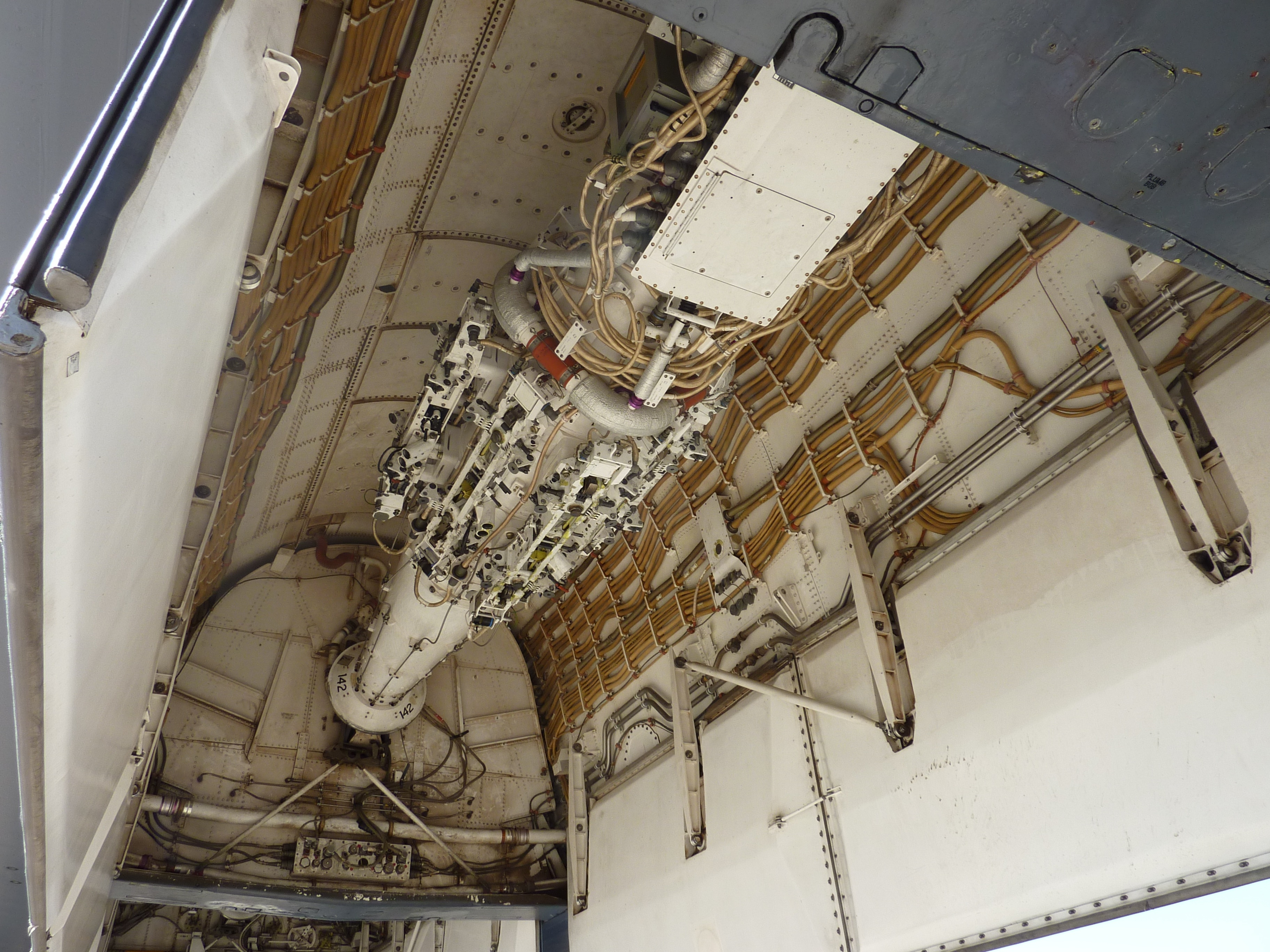
Khoang bom trước của B-1B được trang bị một móc treo kiểu súng lục

### Đặc tính chung
- Phi đội: 4 người (phi công chính, phi công phụ, sĩ quan điều khiển vũ khí tấn công, sĩ quan các hệ thống phòng vệ)
- Chiều dài: 44.5 m
- Sải cánh:
  - Xòe: 41,8 m
  - Cụp: 24 m
- Chiều cao: 10,4 m
- Diện tích cánh: 181,2 m²
- Tải trọng vũ khí: 56.700 kg
- Trọng lượng rỗng: 87.100 kg
- Trọng lượng chất tải: 148.000 kg
- Trọng lượng cất cánh tối đa: 216.400 kg
- Động cơ: 4× động cơ tuốc bin phản lực cánh quạt (turbofan) General Electric F101-GE-102
  - Lực đẩy khô: 64.9 kN mỗi chiếc
  - Lực đẩy lần đốt thứ hai: 136.92 kN mỗi chiếc
- Nhiên liệu:38.000 L (10.000 US gal) cho thùng dầu bên trong 1-3 khoang vũ khí.

### Đặc tính bay
- Tốc độ tối đa: Mach 1,25 (721 knots, 1.340 km/h ở độ cao 15.000 m)
- Bán kính chiến đấu: 9.400km (6.445 mi)
- Tầm hoạt động: 
  - 12.000 km khi không mang vũ khí
  - 9.400 km khi mang 34 tấn vũ khí[6]
- Trần bay: 18.000 m
- Chất tải cánh: 816 kg/m²
- Lực đẩy/trọng lượng: 0,38

### Vũ khí
- Giá treo: 6 giá treo bên ngoài có thể mang 23.000 kg (50.000 lb) vũ khí cùng 3 khoang mang vũ khí bên trong máy bay mang được 34.000 kg (75.000 lb) bom
- Súng: Không có
- Bom:
  - 84× Mk-82
  - 84× Thủy lôi Mk-60
  - 30× Bom phát quang CBU-87/89/CBU-97 ** 30× CBU-103/104/105 Wind Corrected Munitions Dispenser (WCMD) CBUs
  - 24× Bom thong minh GBU-31 JDAM
  - 15× Bom thong minh GBU-38 JDAM
  - 48x Bom thong minh GBU-38 JDAM
  - 48x Bom thong minh GBU-54 JDAM
  - 24× Bom thong thường Mk-84
  - 24x Bom chiến thuật tầm xa AGM-154 JSOW
  - 96× hoặc 144× Bom điều khiển GBU-39
  - 24× Tên lửa chiến thuật tầm xa AGM-158 JASSM
  - 24× Bom hạt nhân chiến thuật B61
  - 24x Bom hạt nhân chiến lược B83